# フォンドメタル・GR02
フォンドメタル・GR02 (Fondmetal GR02) は、フォンドメタルが1992年のF1世界選手権に投入したフォーミュラ1カー。デザイナーはセルジオ・リンランド。決勝最高成績は10位。

## 概要
フォンドメタルのオーナー、ガブリエーレ・ルミはフォメットF1の性能に満足せず、GR02はそれに代わって開発された。GR02は前作のGR01同様に3.5リッターのコスワース HBを搭載した。デビュー戦は1992年カナダグランプリ、ガブリエル・タルキーニがドライブした。チームメイトのアンドレア・キエーザは次戦のフランスグランプリで初めてドライブした。GR02はその可能性を示してメディアから称賛されたが、フォンドメタルは財政難によりベルギーグランプリの後にF1から撤退した。

## 設計および開発
ガブリエーレ・ルミは1991年シーズン、フォメットF1の性能には納得せず、ロビン・ハード率いるフォメットとの提携を終了した。その後ルミは、始めにトム・ウォーキンショー・レーシングと交渉を行い、結局セルジオ・リンランドのアスタウト・スタジオと契約を結んだ。リンランドは以前ブラバム・BT60の開発に携わり、GR02はアスタウトにとって初めての作品であった。当初はブラバムの1992年用マシン、BT61として設計されたマシンであったが、資金難で開発中止になったものだった。しかしながら、この変更は1992年シーズン開幕に間に合わせるにはあまりにも遅すぎたため、フォメットF1が改修されてGR01として投入された。エンジンはコスワース DFRに替えて、新たにコスワース HBを搭載した。これにより出力は100馬力増加した。GR02の開発は1992年初旬に始められ、最初の原型は1992年5月にフェラーリのフィオラノ・テストコースで走行した。GR02はBT60よりもシンプルな機械コンポーネントを持ち、Xトラック製のギアボックスと、2本のショックアブソーバーを前後に装備した。しかしながら、空力デザインは従前のものとは異なり、細身のノーズコーンにアンヘドラル・ウィングを採用していた。アンヘドラル・ウィングを採用することで気流を床下およびディフューザーに導いていた。GR02のデビュー戦は1992年カナダグランプリで、プレスは称賛の記事を書き連ねた。オートスポーツ誌は「かつてF1パドックの冗談であったチームの大きな前進」と記し、BBC解説者のマレー・ウォーカーは、「素晴らしい車、非常にカッコいい車、良い性能、それでも未だに多くの開発の必要がある。」と語った。しかしながら、GR02のテストは不十分で、良いペースを示したものの、信頼性の問題によって苦しめられた。フォンドメタルがF1を撤退した後、GR02は1995年にフォルティ・コルセによってFG01として再開発されたとうわさされた。

## レース戦績
1992年カナダグランプリでGR02は実戦参加の準備ができていた。ガブリエル・タルキーニにこの新車が与えられたが、信頼性問題は週末の間中彼を苦しめた。タルキーニは予選を18位で通過したが、決勝では序盤でトランスミッショントラブルのためリタイアした。2台目のGR02は次戦フランスグランプリに投入された。決勝ではジョーダンのマウリシオ・グージェルミンが第1コーナーでクラッシュ、アンドレア・キエーザはそれに巻き込まれてリタイアした。一方混乱を免れたタルキーニも6周目にスロットルケーブルの故障でリタイアした。次戦のイギリスではスペアカーが無かったため、キエーザはGR01をドライブした。タルキーニは予選を15位で通過、決勝は14位でフィニッシュした。このレースでタルキーニは8番目のタイムをたたき出し、フェラーリのイヴァン・カペリ、ロータスのミカ・ハッキネンを上回った。つづくドイツグランプリでタルキーニは予選19位、決勝はエンジントラブルでリタイアした。キエーザは成績不振とスポンサーマネーの関係からドイツグランプリ後に解雇され、ハンガリーグランプリからはエリック・ヴァン・デ・ポールがドライブする。両名とも予備予選の対象であったが、問題なく予選を通過、タルキーニは12位という順位で通過した。決勝ではタルキーニは1周目の接触、ヴァン・デ・ポールは3周目にスピンでリタイアした。今になってこれらのクラッシュとGR02の非信頼性はチームの財政に悪影響を及ぼしてきた。チームがベルギーグランプリに用意できたスペアは僅かであったが、タルキーニは予選11位、ヴァン・デ・ポールは予選15位で通過した。決勝ではタルキーニが25周目にエンジントラブルでリタイアしたが、ヴァン・デ・ポールは10位でフィニッシュしている。しかしながら、この結果もチームの恩恵とはならず、ルミはイタリアグランプリを最後に撤退することを決定した。イタリアでタルキーニは予選20位、ヴァン・デ・ポールは25位であったが、決勝ではヴァン・デ・ポールがクラッチ、タルキーニがギアボックスのトラブルでリタイアした。ルミは財政難からペイドライバーとしてジュゼッペ・ブガッティの起用も考えたが、負債の増加を考えてチームから手を引いた。

## スペック
- ブレーキキャリパー ブレンボ
- ブレーキディスク カーボンインダストリー
- ステアリング フォンドメタル
- ホイールリム フォンドメタル
- 冷却システム SECANラジエーター
- エンジン フォード・コスワース・HBエンジン シリーズV
- イグニッション&インジェクションシステム コスワース
- クラッチ APレーシング
- 燃料タンク ATL
- 燃料 アジップ

## F1における全成績
(key) （太字はポールポジション）
| 年     | チーム               | エンジン                   | タイヤ | No. | ドライバー         | 1   | 2   | 3   | 4   | 5   | 6   | 7   | 8   | 9   | 10  | 11  | 12  | 13  | 14  | 15  | 16  | ポイント | 順位 |
| ------ | -------------------- | -------------------------- | ------ | --- | ------------------ | --- | --- | --- | --- | --- | --- | --- | --- | --- | --- | --- | --- | --- | --- | --- | --- | -------- | ---- |
| 1992年 | フォンドメタルF1 SpA | フォード・コスワース HB V8 | G      |     |                    | RSA | MEX | BRA | ESP | SMR | MON | CAN | FRA | GBR | GER | HUN | BEL | ITA | POR | JPN | AUS | 0        | NC   |
| 1992年 | フォンドメタルF1 SpA | フォード・コスワース HB V8 | G      | 14  | キエーザ           |     |     |     |     |     |     |     | Ret |     | DNQ |     |     |     |     |     |     | 0        | NC   |
| 1992年 | フォンドメタルF1 SpA | フォード・コスワース HB V8 | G      | 14  | ヴァン・デ・ポール |     |     |     |     |     |     |     |     |     |     | Ret | 10  | Ret |     |     |     | 0        | NC   |
| 1992年 | フォンドメタルF1 SpA | フォード・コスワース HB V8 | G      | 15  | タルキーニ         |     |     |     |     |     |     | Ret | Ret | 14  | Ret | Ret | Ret | Ret |     |     |     | 0        | NC   |

## 参照
1. ↑  “Fondmetal GR02”.   STATS F1. 2015年1月10日閲覧。
2. ↑  FONDMETAL GR02 Team Data　F1コンストラクターズ・スタイルブック 56-57頁 ソニーマガジンズ 1992年10月25日発行
3. 1 2 3 4 5 6 7 8 9 10 11 12 13 14 15 16 17  “Fondmetal – Profile”.   F1 Rejects (2007年7月24日). 2013年3月21日時点のオリジナルよりアーカイブ。2015年1月10日閲覧。
4. 1 2 3 4  “1990–1992”.   Sergio Rinland Consulting. 2015年1月10日閲覧。
5. ↑  Diepraam, Mattijs (2010年3月12日). “Identity changes in Grand Prix racing”.   8W. 2015年1月10日閲覧。
6. ↑  “Canadian GP, 1992 Race Report”.   Grandprix.com. 2015年1月10日閲覧。
7. 1 2  “French GP, 1992 Race Report”.   Grandprix.com. 2015年1月10日閲覧。
8. ↑  “British GP, 1992 Race Report”.   Grandprix.com. 2015年1月10日閲覧。
9. ↑  “German GP, 1992 Race Report”.   Grandprix.com. 2015年1月10日閲覧。
10. ↑  “Hungarian GP, 1992 Race Report”.   Grandprix.com. 2015年1月10日閲覧。
11. ↑  “1992 Hungarian Grand Prix”.   The Official Formula 1 Website. 2007年9月30日時点のオリジナルよりアーカイブ。2015年1月10日閲覧。
12. ↑  “Belgian GP, 1992 Race Report”.   Grandprix.com. 2015年1月10日閲覧。
13. ↑  “Italian GP, 1992 Race Report”.   Grandprix.com. 2015年1月10日閲覧。